# Ölmühle Tiengen

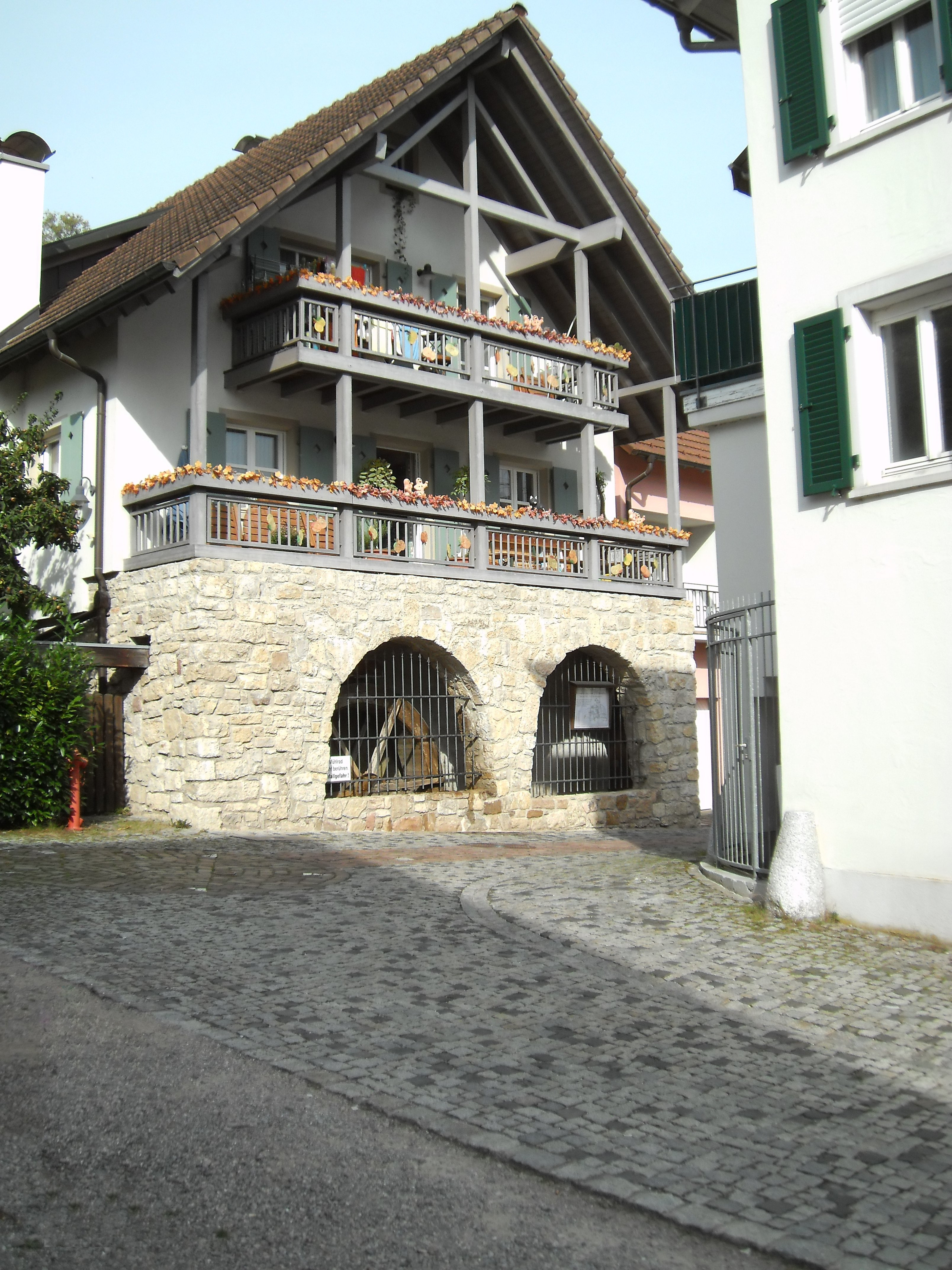
Die Ölmühle in Tiengen

Die Ölmühle Tiengen auch Alte Ölmühle Tiengen ist eine Ölmühle in der Stadt Tiengen im Klettgau. Sie befindet sich unterhalb der Schlossmühle Tiengen beim Schloss Tiengen.

## Geschichte
Bauarbeiten an der Ölmühle werden 1718 erwähnt, sie dürfte aber bereits früher bestanden haben. Ursprünglich bestand hier auch eine Gipsstampfe später verlagerte man diese und es entstand daraus die Gipsmühle Tiengen. Die Ölmühle war bis 1952 in Betrieb und es wurden unter anderem Walnüsse, Haselnüsse, Bucheckern, Lein, Raps und Mohn zu Öl verarbeitet. Der Trester war als Viehfutter begehrt und der Ölkuchen in der Hungerszeit nach dem Zweiten Weltkrieg bei der Jugend beliebt, nach örtlicher Überlieferung wurden wohl auch die damals häufigen Maikäfer mitvermahlen... 1970 entdeckte der Geschichtslehrer Karl Benda das im Verfall begriffene Gebäude und gründete den Verein zur Erhaltung der Ölmühle Tiengen. Seit 1999 werden im Rahmen von Vorführungen das Mahlwerk und die Presse im Betrieb gesetzt. Die Wasserkraft für das oberschlächtige Wasserrad liefert der Talbach, der dann je nach Werk, das er antreibt, Mühlbach oder Ölbach bzw. Stadtbach genannt wird.